# Повій

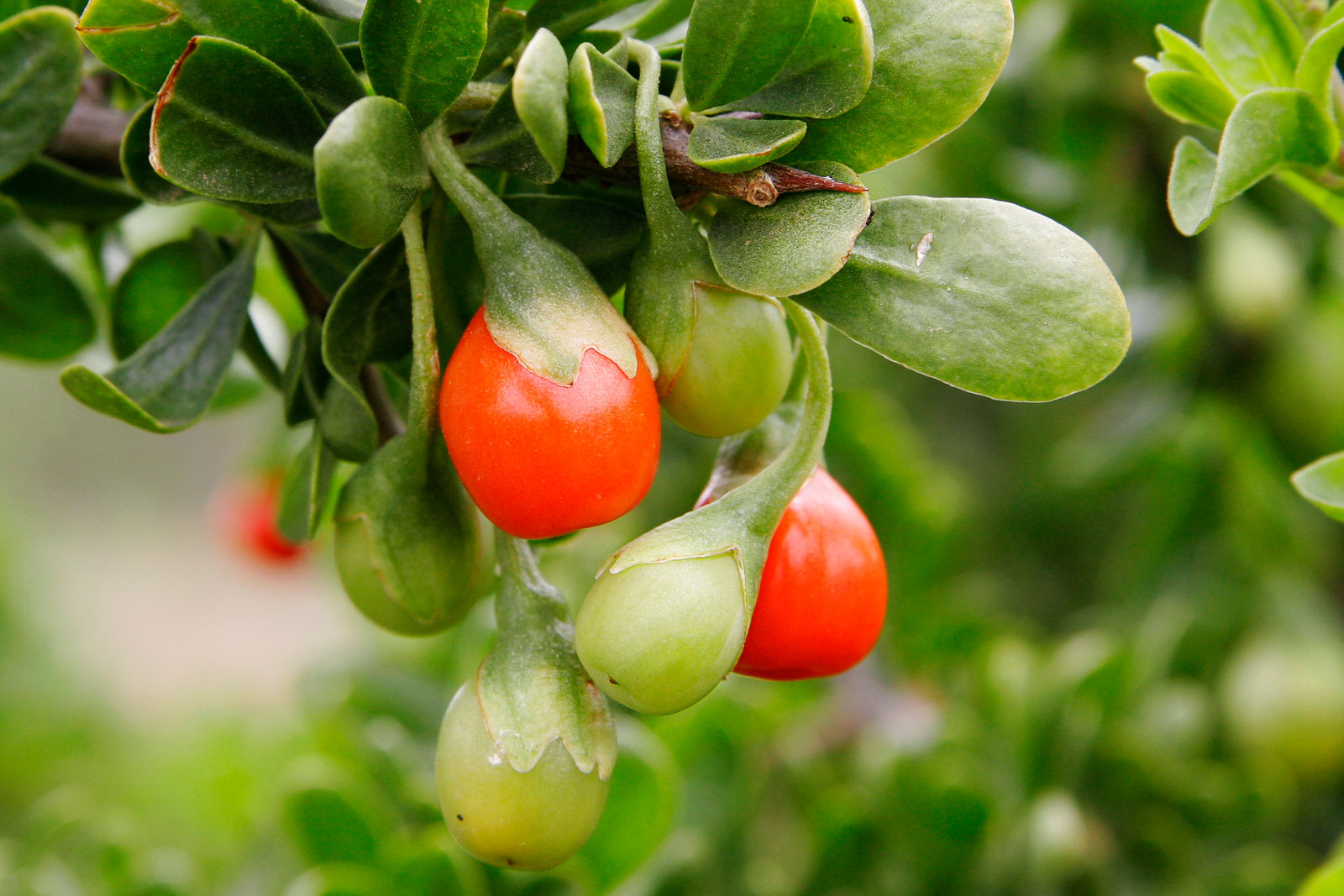
Lycium afrum

Повій (Lycium) — рід рослин родини пасльонові (Solanaceae), налічує понад 60 видів, поширених повсюдно, включаючи субтропічну зону. Часто росте у сухих місцях, деякі види на слабо засолених ґрунтах.
Багато видів — отруйні рослини.

## Ботанічний опис
Багаторічний листопадний колючий чагарник з супротивними простими листками довжиною 1–8 см.
Квітки одиничні або зібрані у невеликі суцвіття діаметром 6–25 мм, віночок з п'ятьма пурпуровими, білими або зеленувато-білими пелюстками, зрощеними при основі.
Плід — м'ясиста багатонасінна ягода діаметром 8–20 мм, червоного, жовтого, помаранчевого, фіолетового або чорного забарвлення.

## Склад, токсикологія та фармакологія речовин у рослинах роду Дереза
- Більшість рослин роду до певної міри отруйні. Токсичність обумовлена алкалоїдами (соласодину та іншими).

У плодах знайдені:
- 0,5 % аскорбінової кислоти
- 0,1 % бетаїну,
- Вітамін А, Вітамін В1, В2, ГАМК, Нікотинова кислота,
- Тетратерпени зеаксантин та фізалеїн,
- Стероїди соласодин, β-ситостерол
- Полісахариди,
- p-кумаринова кислота, скополетин, амінокислоти та білки.[2]

## Види
Рід включає види:
| - Lycium acutifolium - Lycium afrum типовий - Lycium ameghinoi - Lycium amoenum - Lycium andersonii - Lycium arenicola - Lycium australe - Lycium barbarum — Повій звичайний - Lycium bosciifolium - Lycium berlandieri - Lycium brevipes - Lycium californicum - Lycium carolinianum - Lycium chilense - Lycium chinense - Lycium cinereum - Lycium cooperi - Lycium decumbens - Lycium depressum - Lycium eenii - Lycium europaeum - Lycium exsertum - Lycium ferocissimum - Lycium fremontii - Lycium gariepense | - Lycium grandicalyx - Lycium hassei - Lycium horridum - Lycium hirsutum - Lycium macrodon - Lycium mascarenense - Lycium nodosum - Lycium oxycarpum - Lycium pallidum - Lycium parishii - Lycium pilifolium - Lycium puberulum - Lycium pumilum - Lycium ruthenicum - Lycium sandwicense - Lycium schizocalyx - Lycium schweinfurthii - Lycium shawii - Lycium shockleyi - Lycium sokotranum - Lycium strandveldense - Lycium tenue - Lycium tenuispinosum - Lycium tetrandrum - Lycium texanum - Lycium torreyi - Lycium tweedianum - Lycium villosum |